# Piotr Uszok
Piotr Uszok (Mikołów, 9 de outubro de 1955) é presidente da cidade de Katowice, Polónia.